# Rossella gaini
Rossella gaini är en svampdjursart som först beskrevs av Topsent 1916.  Rossella gaini ingår i släktet Rossella och familjen Rossellidae. Inga underarter finns listade i Catalogue of Life.